# Hobart International
Hobart International er en professionel tennisturnering for kvinder, som hvert år i januar afvikles i Hobart, Tasmanien, Australien. Turneringen er siden 1994 blevet afviklet på hardcourt-baner i Domain Tennis Centre, hvor den største arena har en kapacitet på 2.500 tilskuere. Siden 2009 har hardcourt-banerne været af typen Plexicushion.
Hobart International er (pr. 2024) kategoriseret som en turnering i kategorien WTA 250 på kvindernes WTA Tour, og den afvikles i ugen inden Australian Open og er derfor en vigtig forberedelsesturnering for mange spillere til årets første grand slam-turnering.
Elise Mertens er den eneste spiller, der har formået at vinde damesingletitlen to gange, idet hun triumferede to år i træk i 2017 og 2018.

## Historie
Turneringen blev første gang afholdt i 1994 under navnet Tasmanian Internationa Women's Open og er lige siden blevet afviklet i Domain Tennis Centre. Underlaget var til at begynde med hardcourt-baner af typen Rebound Ace, men da Australian Open i 2008 skiftede til Plexicushion, fulgte Hobart International trop i 2009 og skiftede til samme type hardcourt-underlag.

### Navne
Turneringen har gennem tiden har flere forskellige navne, og undertiden har den også haft tilknyttet en navnesponsor.
- Tasmanian International Women's Open (1994-96)
  - Schweppes Tasmanian International Women's Open (1995-96)
- Tasmanian International (1997-2002)
  - ANZ Tasmanian International (1997-2002)
- Moorilla International (2003-06)
- Hobart International (siden 2007)
  - Moorilla Hobart International (2007-13)

## Vindere og finalister

### Damesingle
I de første 24 udgaver af turneringen blev singletitlen vunder af 24 forskellige spillere, inden Elise Mertens i 2018 blev den første spiller til at vinde damesingletitlen for anden gang.
| År   | Mester                                    | Finalist                                  | Finaleresultat                            |
| ---- | ----------------------------------------- | ----------------------------------------- | ----------------------------------------- |
| 1994 | Mana Endo (1)                             | Rachel McQuillan                          | 6–1, 6–7(1), 6–4                          |
| 1995 | Leila Meskhi (1)                          | Li Fang                                   | 6–2, 6–3                                  |
| 1996 | Julie Halard-Decugis (1)                  | Mana Endo                                 | 6–1, 6–2                                  |
| 1997 | Dominique van Roost (1)                   | Marianne Werdel-Witmeyer                  | 6–3, 6–3                                  |
| 1998 | Patty Schnyder (1)                        | Dominique van Roost                       | 6–3, 6–2                                  |
| 1999 | Chanda Rubin (1)                          | Rita Grande                               | 6–2, 6–3                                  |
| 2000 | Kim Clijsters (1)                         | Chanda Rubin                              | 2–6, 6–2, 6–2                             |
| 2001 | Rita Grande (1)                           | Jennifer Hopkins                          | 0–6, 6–3, 6–3                             |
| 2002 | Martina Suchá (1)                         | Anabel Medina Garrigues                   | 7–6(7), 6–1                               |
| 2003 | Alicia Molik (1)                          | Amy Frazier                               | 6–2, 4–6, 6–4                             |
| 2004 | Amy Frazier (1)                           | Shinobu Asagoe                            | 6–3, 6–3                                  |
| 2005 | Zheng Jie (1)                             | Gisela Dulko                              | 6–2, 6–0                                  |
| 2006 | Michaëlla Krajicek (1)                    | Iveta Benešová                            | 6–2, 6–1                                  |
| 2007 | Anna Tjakvetadze (1)                      | Vasilisa Bardina                          | 6–3, 7–6(3)                               |
| 2008 | Eleni Daniilidou (1)                      | Vera Zvonarjova                           | w.o.                                      |
| 2009 | Petra Kvitová (1)                         | Iveta Benešová                            | 7–5, 6–1                                  |
| 2010 | Alona Bondarenko (1)                      | Shahar Pe'er                              | 6–2, 6–4                                  |
| 2011 | Jarmila Groth (1)                         | Bethanie Mattek-Sands                     | 6–4, 6–3                                  |
| 2012 | Mona Barthel (1)                          | Yanina Wickmayer                          | 6–1, 6–2                                  |
| 2013 | Jelena Vesnina (1)                        | Mona Barthel                              | 6–3, 6–4                                  |
| 2014 | Garbiñe Muguruza (1)                      | Klára Zakopalová                          | 6–4, 6–0                                  |
| 2015 | Heather Watson (1)                        | Madison Brengle                           | 6–3, 6–4                                  |
| 2016 | Alizé Cornet (1)                          | Eugenie Bouchard                          | 6–1, 6–2                                  |
| 2017 | Elise Mertens (1)                         | Monica Niculescu                          | 6–3, 6–1                                  |
| 2018 | Elise Mertens (2)                         | Mihaela Buzărnescu                        | 6–1, 4–6, 6–3                             |
| 2019 | Sofia Kenin (1)                           | Anna Karolína Schmiedlová                 | 6–3, 6–0                                  |
| 2020 | Jelena Rybakina (1)                       | Zhang Shuai                               | 7–6(7), 6–3                               |
| 2021 | Ingen turneringer pga. COVID-19-pandemien | Ingen turneringer pga. COVID-19-pandemien | Ingen turneringer pga. COVID-19-pandemien |
| 2022 | Ingen turneringer pga. COVID-19-pandemien | Ingen turneringer pga. COVID-19-pandemien | Ingen turneringer pga. COVID-19-pandemien |
| 2023 | Lauren Davis (1)                          | Elisabetta Cocciaretto                    | 7–6(0), 6–2                               |
| 2024 | Emma Navarro (1)                          | Elise Mertens                             | 6–1, 4–6, 7–5                             |

### Damedouble
| År   | Mestre                                                 | Finalister                                     | Finaleresultat                            |
| ---- | ------------------------------------------------------ | ---------------------------------------------- | ----------------------------------------- |
| 1994 | Linda Wild (1) Chanda Rubin (1)                        | Jenny Byrne Rachel McQuillan                   | 7–5, 4–6, 7–6(1)                          |
| 1995 | Kyoko Nagatsuka (1) Ai Sugiyama (1)                    | Manon Bollegraf Larisa Neiland                 | 2–6, 6–4, 6–2                             |
| 1996 | Yayuk Basuki (1) Kyoko Nagatsuka (2)                   | Kerry-Anne Guse Park Sung-Hee                  | 7–6(7), 6–3                               |
| 1997 | Naoko Kijimuta (1) Nana Miyagi (1)                     | Barbara Rittner Dominique Monami               | 6–3, 6–1                                  |
| 1998 | Virginia Ruano Pascual (1) Paola Suárez (1)            | Julie Halard-Decugis Janette Husárová          | 7–6(6), 6–3                               |
| 1999 | Mariaan de Swardt (1) Jelena Tatarkova (1)             | Alexia Dechaume-Balleret Émilie Loit           | 6–2, 6–2                                  |
| 2000 | Rita Grande (1) Émilie Loit (1)                        | Kim Clijsters Alicia Molik                     | 6–2, 2–6, 6–3                             |
| 2001 | Cara Black (1) Jelena Likhovtseva (1)                  | Ruxandra Dragomir Virginia Ruano Pascual       | 6–4, 6–1                                  |
| 2002 | Tathiana Garbin (1) Rita Grande (2)                    | Catherine Barclay-Reitz Christina Wheeler      | 6–2, 7–6(3)                               |
| 2003 | Cara Black (2) Jelena Likhovtseva (2)                  | Barbara Schett Patricia Wartusch               | 7–5, 7–6(1)                               |
| 2004 | Shinobu Asagoe (1) Seiko Okamoto (1)                   | Els Callens Barbara Schett                     | 2–6, 6–4, 6–3                             |
| 2005 | Yan Zi (1) Zheng Jie (1)                               | Anabel Medina Garrigues Dinara Safina          | 6–4, 7–5                                  |
| 2006 | Émilie Loit (2) Nicole Pratt (1)                       | Jill Craybas Jelena Kostanić                   | 6–2, 6–1                                  |
| 2007 | Jelena Likhovtseva (3) Jelena Vesnina (1)              | Anabel Medina Garrigues Virginia Ruano Pascual | 2–6, 6–1, 6–2                             |
| 2008 | Anabel Medina Garrigues (1) Virginia Ruano Pascual (2) | Eleni Daniilidou Jasmin Wöhr                   | 6–2, 6–4                                  |
| 2009 | Gisela Dulko (1) Flavia Pennetta (1)                   | Alona Bondarenko Kateryna Bondarenko           | 6–2, 7–6(4)                               |
| 2010 | Chuang Chia-Jung (1) Květa Peschke (1)                 | Chan Yung-Jan Monica Niculescu                 | 3–6, 6–3, [10–7]                          |
| 2011 | Sara Errani (1) Roberta Vinci (1)                      | Kateryna Bondarenko Līga Dekmeijere            | 6–3, 7–5                                  |
| 2012 | Irina-Camelia Begu (1) Monica Niculescu (1)            | Chuang Chia-Jung Marina Erakovic               | 6–7(4), 7–6(4), [10–5]                    |
| 2013 | Garbiñe Muguruza (1) Mariá Teresa Torró Flor (1)       | Tímea Babos Mandy Minella                      | 6–3, 7–6(5)                               |
| 2014 | Monica Niculescu (2) Klára Zakopalová (1)              | Lisa Raymond Zhang Shuai                       | 6–2, 6–7(5), [10–8]                       |
| 2015 | Kiki Bertens (1) Johanna Larsson (1)                   | Vitalija Djatjenko Monica Niculescu            | 7–5, 6–3                                  |
| 2016 | Han Xinyun (1) Christina McHale (1)                    | Kimberly Birrell Jarmila Wolfe                 | 6–3, 6–0                                  |
| 2017 | Raluca Olaru (1) Olga Savtjuk (1)                      | Gabriela Dabrowski Yang Zhaoxuan               | 0–6, 6–4, [10–5]                          |
| 2018 | Elise Mertens (1) Demi Schuurs (1)                     | Ljudmyla Kitjenok Makoto Ninomiya              | 6–2, 6–2                                  |
| 2019 | Chan Hao-Ching (1) Latisha Chan (1)                    | Kirsten Flipkens Johanna Larsson               | 6–3, 3–6, [10–6]                          |
| 2020 | Nadija Kitjenok (1) Sania Mirza (1)                    | Peng Shuai Zhang Shuai                         | 6–4, 6–4                                  |
| 2021 | Ingen turneringer pga. COVID-19-pandemien              | Ingen turneringer pga. COVID-19-pandemien      | Ingen turneringer pga. COVID-19-pandemien |
| 2022 | Ingen turneringer pga. COVID-19-pandemien              | Ingen turneringer pga. COVID-19-pandemien      | Ingen turneringer pga. COVID-19-pandemien |
| 2023 | Kirsten Flipkens (1) Laura Siegemund (1)               | Viktorija Golubic Panna Udvardy                | 6–4, 7–5                                  |
| 2024 | Chan Hao-Ching (2) Giuliana Olmos (1)                  | Guo Hanyu Jiang Xinyu                          | 6–3, 6–3                                  |